# Ferenc Herczeg
Ferenc Herczeg, egentligen Franz Herzog, född 22 september 1863 i Vršac, Österrike-Ungern (idag Serbien), död 25 februari 1954 i Budapest, Ungern, var en ungersk författare och dramatiker.
I sina romaner och skådespel behandlar Herczeg dels historiska ämnen, som i Pogányok ("Hedningar", 1902), Bizánc ("Bysans", 1904), Az élet kapuja ("Livets port", 1919) och Pro Libertate (1936), dels livet i de högre samhällsskikten, som i Flickorna Gyurkovics (1893), Pojkarna Gyurkovics (1895), Guldfiolen (1916) och Kék róka ("Den blå räven", 1917). Hans verk är rika på fängslande intriger och öden, men är ofta ytliga och präglade av konservativa, nationalistiska uppfattningar. 
De flesta av Herczegs böcker har översatts till flera språk, och många är filmatiserade, däribland Erotikon av Mauritz Stiller 1920, Gyurkovicsarna av John W. Brunius 1920 och Flickorna Gyurkovics av Ragnar Hyltén-Cavallius 1926.
Herczeg grundade 1894 den populära litterära veckotidningen Uj Idök ("Nya tider"), vars redaktör han var fram till 1944. Under perioden 1948–1980 blev hans verk inte utgivna i Ungern.